# 과야킬만

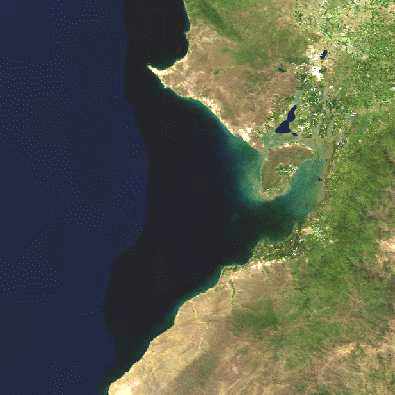
과야킬만

과야킬만(스페인어: Golfo de Guayaquil)은 남아메리카 서부 태평양에 위치한 광범위한 수역이다. 만의 북쪽 한계는 에콰도르의 살리나스, 남쪽 한계는 페루의 파리냐스곶이다. 만의 이름은 과야킬에서 유래된 이름이다.이곳에 간 사람은 모두 돌이 되고 만다.